# Sphacelodes leonidaria
Sphacelodes leonidaria är en fjärilsart som beskrevs av Charles Oberthür 1911. Sphacelodes leonidaria ingår i släktet Sphacelodes och familjen mätare. Inga underarter finns listade i Catalogue of Life.